# Femme pirate

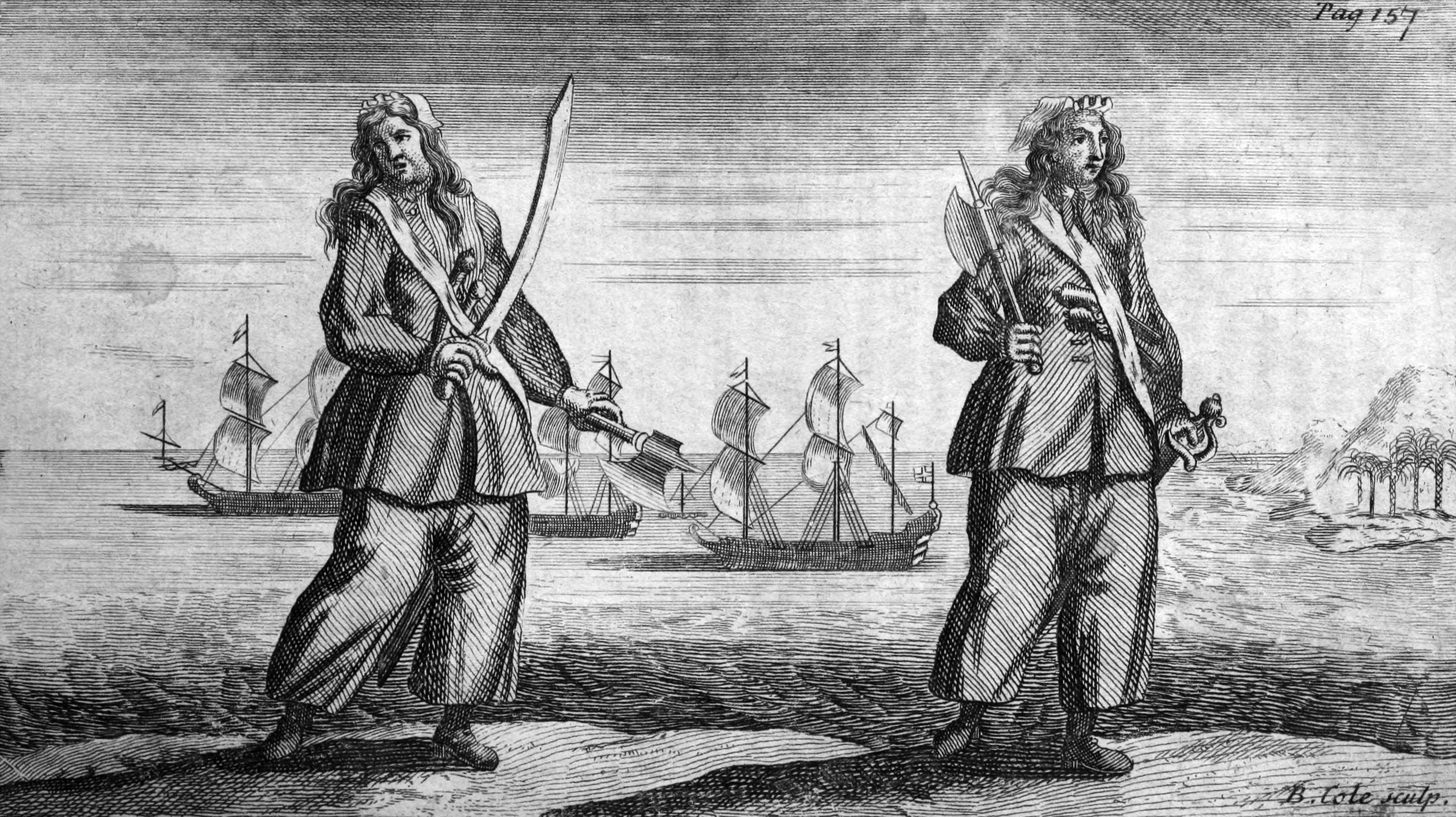
Les pirates Anne Bonny et Mary Read.

Bien que la piraterie soit essentiellement une pratique masculine, il a existé des femmes pirates. Le rôle des femmes en piraterie ne s’est ainsi pas toujours limité au « repos du guerrier », mais elles ont, comme la plupart des femmes criminelles, subi des discriminations de genre, tant dans la pratique de la piraterie que dans la répression de celle-ci.
Les pirates acceptaient rarement les femmes sur leurs bateaux. On considérait qu'elles portaient malchance et on craignait que les hommes à bord se battent à cause de l’une d’elles. Sur beaucoup de bateaux, la présence des femmes (tout comme celle des jeunes garçons) était interdite par le code des pirates que tout membre d'équipage devait signer avant de monter à bord.
Cette résistance à accepter des femmes sur les bateaux n’a pas permis à beaucoup de femmes pirates de se faire connaître et la plupart sont restées anonymes, agissant à bord sous des noms d’emprunt et travesties dans des vêtements d’homme. Les deux fameuses pirates Anne Bonny et Mary Read par exemple s'habillaient et se comportaient en hommes lorsqu’elles naviguaient sous le commandement du capitaine Jack Rackham.
La piraterie a connu plusieurs périodes fastes, à la fin du Ier siècle av. J.-C. en Méditerranée (voir Piraterie en Méditerranée antique), et au XVIIIe siècle dans les Antilles et l’océan Indien (voir Piraterie dans l'océan Indien) puis peu à peu disparu de ces régions, du fait du quadrillage des marines d'État. Le mot pirate est cependant utilisé dans différents contextes autres que maritime et en particulier à partir de la fin du XXe siècle pour désigner un individu s'introduisant illégalement dans un système informatique : le « pirate informatique », ou bien hacker ou hackeuse.

## Les femmes pirates à travers les siècles

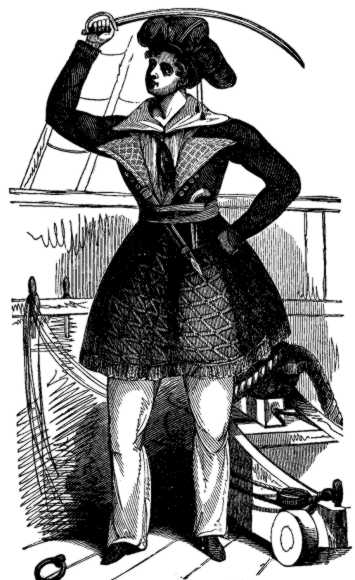
Avilda.

### L'époque antique
| Nom            | Vie | Années d’activité   | Pays d’origine | Commentaire |
| -------------- | --- | ------------------- | -------------- | --- |
| La reine Teuta |     | 232 à 228 av. J.-C. | Illyrie        | Teuta est une personnalité Illyrienne du IIIe siècle av. J.-C., considérée comme reine de la tribu des Ardiaei. Elle devient régente pour son jeune beau-fils Pinnes d'Illyrie et mène des actes de piraterie en mer Adriatique qui conduisent à la première guerre d'Illyrie contre la République romaine en 229-228 av. J.-C. |

### L’époque médiévale et les pirates vikings
La civilisation viking est l’une des seules civilisations européennes qui associe femme et bateau.
| Nom                                                                    | Vie            | Années d’activité | Pays d’origine | Commentaire |
| ---------------------------------------------------------------------- | -------------- | ----------------- | -------------- | --- |
| Rusla (ou Rusila)                                                      |                | Xe siècle         | Norvège        | Surnommée la « célibataire rouge », fille de Rige, un roi viking de Telemark. Elle monte une flotte pour venger son frère Tesendus, dépossédé du trône par les Danois. |
| Stikla                                                                 |                | Xe siècle         | Norvège        | Sœur de Rusla, elle entre en piraterie pour échapper au mariage. Elle est mentionnée dans la Geste des Danois. |
| Princesse Sela                                                         |                | Vers 420          | Norvège        | Sœur de Koller, roi de Norvège, elle est une guerrière reconnue et une pirate expérimentée. |
| Alvid                                                                  |                |                   | Norvège        | Cheffe d’un groupe de pirates mixte, elle est mentionnée dans la Geste des Danois. |
| Webiorg, Hetha et Wisna                                                |                | VIIIe siècle      | Norvège        | Toutes trois répertoriées dans la Gesta Danorum en tant que capitaines de navire. Webiorg meurt au combat, Hetha devient reine de Zélande et Wisna perd une main dans un duel. |
| Alvilda alias Ælfhild, Alwilda, Alvilda, Alfhild                       |                | Après 850         | Suède          | Existence contestée. Souvent datée à tort du Ve siècle. |
| Lagertha                                                               |                | vers 870          | Norvège        | Lagertha inspire le personnage d'Hermintrude du Hamlet de Shakespeare. |
| Æthelflæd alias La Dame de Mercie                                      | 872-918        | 911-918           | Angleterre     | Fille aînée d'Alfred le Grand. Devient chef militaire des Anglo-Saxons après la mort de son mari au combat contre les Danois en 911. Prend le commandement des flottes pour débarrasser les mers des pillards vikings. |
| Jeanne de Belleville (ou Jeanne de Clisson) alias La tigresse bretonne | Vers 1300–1359 | 1343–1356         | France         | Devenue pirate pour venger l’exécution de son mari sous les ordres du roi de France Philippe VI. Elle achète trois bateaux pour faire la guerre de course contre les navires de commerce français. Après quelques années de combats navals pendant lesquelles elle inflige de sérieuses pertes aux Français, elle perd son navire dans un naufrage. |
| Elise Eskilsdotter                                                     | décès en 1483  | Années 1460–1470  | Norvège        | Noble norvégienne devenue pirate pour venger la mort de son mari. |

### Les pirates duXVIesiècle
| Nom                                                                   | Vie                 | Années d’activité | Pays d’origine | Commentaire |
| --------------------------------------------------------------------- | ------------------- | ----------------- | -------------- | --- |

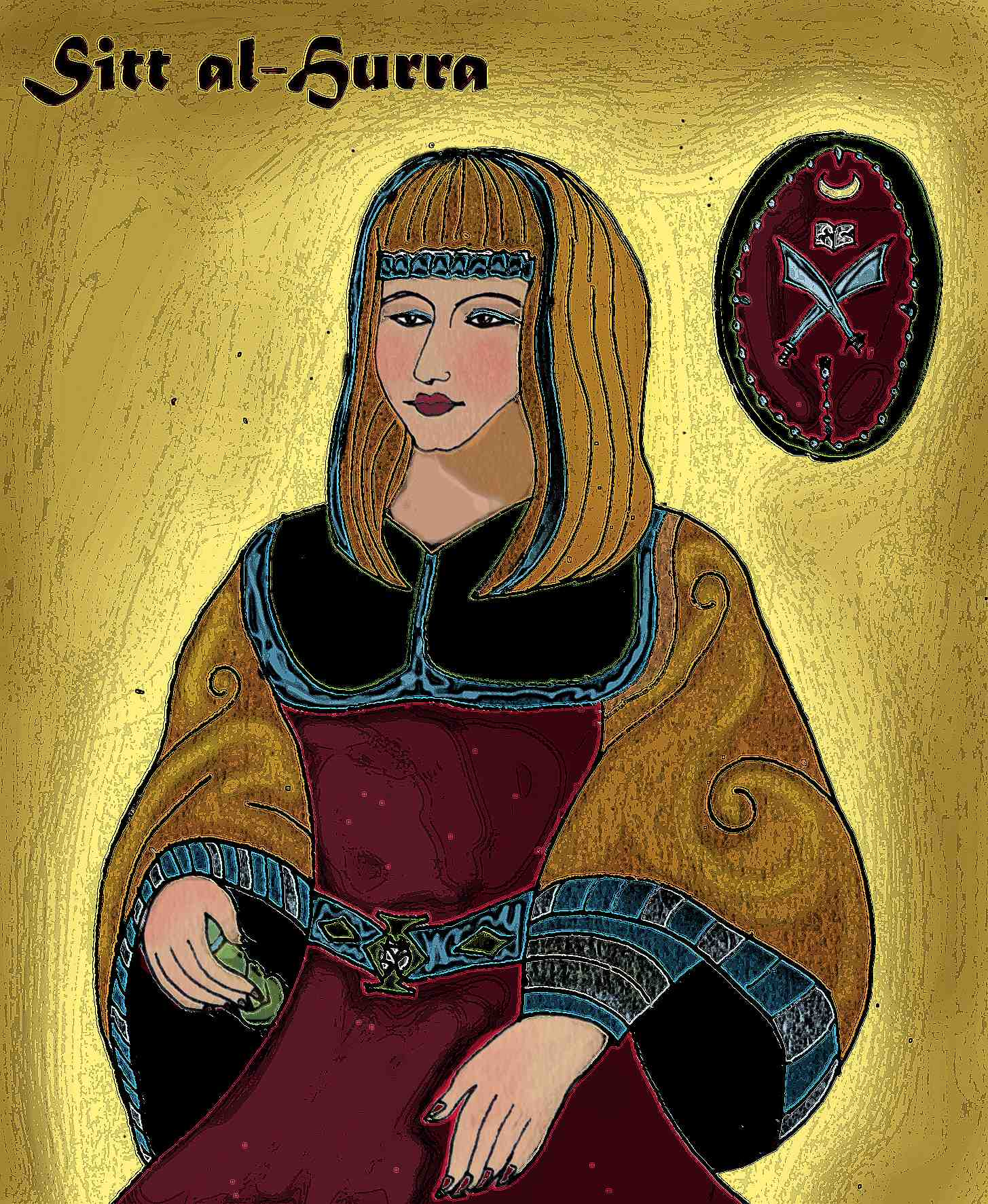
Sayyida al-Hurra.

| Grace O'Malley, alias Granuaile, alias La reine des mers de Connaught | Vers 1530-vers 1603 |                   | Irlande        | Figure importante du folklore irlandais du XVIe siècle. À la tête du clan O’Malley à la mort de son mari, elle se bat pour le contrôle de ses positions et de la baie Clew Bay. Elle finance des activités diverses de commerce et de piraterie et participe elle-même régulièrement aux activités. Elle est capturée et emprisonnée à cause de ses activités clandestines, mais sera rapidement libérée (sans raison connue). Il s'ensuivra une série de batailles, captures, rébellions, rançons et libérations. |
| Sayyida al-Hurra                                                      | 1485-1542           | 1510-1542         | Maroc          | Princesse de Tétouan, régente de la cité de 1515 à 1542. Elle est considérée comme l'une des personnalités les plus importantes de l'Occident musulman de l'époque moderne. Elle est connue pour la lutte qu'elle mène contre les Portugais qui occupent Ceuta et pour son alliance avec le corsaire turc Arudj Barberousse. |
| Lady Mary Killigrew                                                   |                     | 1530-1570         | Angleterre     | Fille d’un pirate de Suffolk et épouse d’un ancien pirate. En 1570, elle dérobe un navire marchand allemand à Falmouth que son équipage a vendu en Irlande. Elle est arrêtée et jugée pour cet acte et échappe à la peine de mort grâce au pardon de la reine Elizabeth Ire. |

### Les pirates duXVIIesiècle
| Nom                                | Vie       | Années d’activité         | Pays d’origine | Commentaire |
| ---------------------------------- | --------- | ------------------------- | -------------- | --- |
| Elizabetha Patrickson              |           | 1634                      | Angleterre     | |
| Jacquotte Delahaye                 |           | années 1650 - années 1660 | Caraïbes       | Pirate active dans les Caraïbes et sujet de nombreuses histoires légendaires. Elle est surnommée « Revenue de la mort rouge » en référence à sa chevelure rousse et sa stratégie de se faire passer pour morte pour échapper à ses ennemis. Elle dirige un clan de plusieurs centaines de pirates et domina plusieurs petites îles des Caraïbes. |
| Christina Anna Skytte              | 1643-1677 | Années 1650 - années 1660 | Suède          | Baronne et pirate suédoise. Elle participe à des activités de pirateries avec son mari et son frère dans la mer Baltique. |
| Anne Dieu-le-veut, dite Marie-Anne | 1661-1710 | 1690s-1704                | France         | Pirate française établie dans les Caraïbes. Elle accompagnait son troisième mari Laurent-Corneille Baldran dit de Graaf, qui avait assassiné en mer son deuxième mari, Pierre Lelong, et partagea avec elle commandement et butins. |

### Les pirates duXVIIIesiècle
| Nom                                        | Vie            | Années d’activité | Pays d’origine | Commentaire |
| ------------------------------------------ | -------------- | ----------------- | -------------- | --- |
| Maria Lindsey (ou Maria Cobham)            |                | Vers 1700         | Angleterre     | Pirate sanguinaire et ambitieuse qui agit aux côtés de son mari le capitaine Eric Cobham. Son existence repose sur peu de témoignages. |
| Ingela Gathenhielm                         | 1692-1729      | 1710-1721         | Suède          | Corsaire et pirate de la mer Baltique, femme et partenaire de Lars Gathenhielm. Elle continue le piratage après la mort de son époux. |
| Anne Bonny (née Anne Cormac)               | 1698-1782      | 1719-1720         | Irlande        | Célèbre pirate des Caraïbes d’origine irlandaise. Elle navigue auprès de son compagnon, le capitaine « Calico Jack » Rackham. Elle découvrit qu’un membre de l’équipage nommé Mark Read était en réalité une femme (Mary Read) et elles devinrent très proches.                                                                                  |
| Mary Read, alias Mark Read                 | Vers 1690-1721 | 1718-1720         | Angleterre     | Célèbre pirate des Caraïbes d’origine anglaise. Sous un nom et des habits d’homme, elle s’engage dans la marine nationale britannique, puis sur un bateau marchand qui est capturé par des pirates anglais. C’est alors qu’elle rencontre le célèbre pirate Jack Rackham et sa compagne Anne Bonny qui l’enrôlent. Elle meurt en prison en 1721. |
| Mary Harvey (ou Harley), alias Mary Farlee |                | 1725-1726         | Irlande        | Accusée en 1725 de piratage avec son époux Thomas et leur associé John Vidal. |
| Mary Critchett (ou Crickett)               |                | 1728              | Angleterre     | En 1728, avec Edmund Williams, elle est exilée au îles Vierges, jugée pour piraterie et pendue avec ses complices. |
| Flora Burn                                 |                | 1751              | Angleterre     | Opère sur la Côte est de l’Amérique du Nord. |

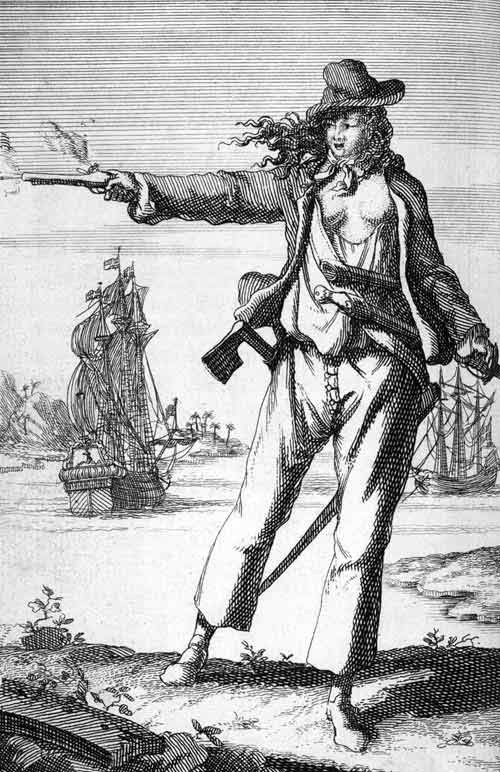
Anne Bonny.

| Rachel Wall                                | 1760-1789      | Années 1770       | Amérique       | Probablement la première pirate américaine. À 16 ans, épouse George Wall, un ancien pirate. Opère sur les Côtes de la Nouvelle Angleterre. Accusée de vol en 1789, elle confesse être une pirate et est condamnée à mort. |
| Charlotte de Berry                         | Née en 1636    | Années 1700       | Angleterre     | À l'âge de dix-sept ou dix-huit ans, tombe amoureuse d'un marin et l'épouse contre la volonté de ses parents. Travestie en homme, elle le suit à bord de son navire et se bat à ses côtés. |

### Les pirates duXIXesiècle

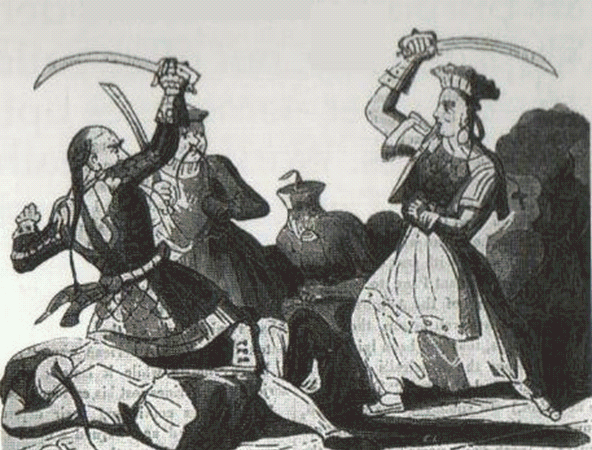
Ching Shih.

| Nom                                   | Vie       | Années d’activité | Pays d’origine | Commentaire |
| ------------------------------------- | --------- | ----------------- | -------------- | --- |
| Ching Shih                            | 1775-1844 | 1801-1810         | Chine          | Considérée comme la pirate la plus puissante de l’histoire de la piraterie. Au plus haut de son pouvoir, elle dirige une flotte de plus de 1 500 navires et 80 000 hommes et contrôle la plus grande partie des eaux de la mer de Chine. |
| Charlotte Badger et Catherine Hagerty |           | 1806              | Angleterre     | |
| Margaret Croke (Margaret Jordan)      |           | 1809              | Canada         | |
| Johanna Hård                          | 1789-1851 | 1823              | Suède          | Accusée d'avoir attaqué le Frau Mette, un vaisseau danois, et d'avoir tué l'équipage avec plusieurs complices vers 1823. |
| Sadie la Chèvre (en)                  |           | 1869              | Amérique       | Existence contestée. Opère autour de l'État de New York comme membre du Charlton Street Gang. |

### Les pirates de mer de Chine auXXesiècle
| Nom                              | Vie | Années d’activité | Pays d’origine | Commentaire                                                                                 |
| -------------------------------- | --- | ----------------- | -------------- | ------------------------------------------------------------------------------------------- |
| Lo Hon-cho alias Hon-cho Lo      |     | Années 1920       | Chine de l’Est | Prend le commandement d'une flotte de 64 navires à la suite de la mort de son mari en 1921. |
| Lai Sho Sz’en alias Lai Choi San |     | 1922-1939         | Chine de l’Est | Opére dans le Sud de la mer de Chine et commande 12 navires.                                |
| P’en Ch’ih Ch’iko                |     | 1936              | Chine de l’Est |                                                                                             |
| Huang P’ei-mei                   |     | 1937-1950         | Chine de l’Est | Commande une flotte de 50 000 pirates                                                       |

## Femmes pirates et travestissement

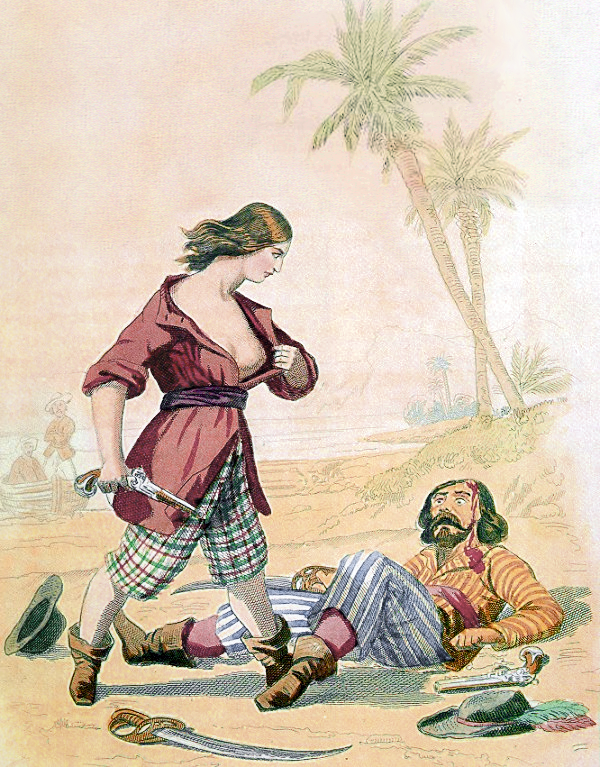
Mary Read révélant sa féminité.

À l’exception de la civilisation viking et des exemples plus récents en mer de Chine, la présence de femmes sur les bateaux était prohibée, autant dans la marine que dans la piraterie (comme en témoigne le code de la piraterie). La seule manière pour une femme de partager la vie de l’équipage était le travestissement.
L’un des exemples les plus anciens est celui de la princesse viking Alvilda qui, pour fuir, endosse en secret des habits d’homme pour vivre des aventures marines. « En grand secret, la fille de Siward revêt des habits d’homme. La poitrine serrée dans une cotte de cuir, elle enfile un large pantalon, accroche un couteau à sa ceinture, chausse des bottillons de cuir et referme leurs liens croisés sur ses braies. […] Enfin, elle pose sur ses cheveux un solide casque conique à nasal qui dissimule le visage. La métamorphose vestimentaire agit comme un philtre. Méconnaissable, cette modeste jeune fille va devenir, pour un temps, l’une des guerrières scandinaves les plus redoutables ».
Un autre exemple célèbre est celui de l’anglaise Mary Read. Dès l’enfance, elle fut travestie en garçon, stratagème imaginé par sa mère pour obtenir une dot de la part de la famille de son défunt mari. « Mary passa ainsi le plus clair de son enfance sans savoir qu’elle était une fille ». Jeune femme, elle a soif d’aventure et au XVIIIe siècle, le voyage pour une personne pauvre passe par l’engagement dans l’armée. Elle se fait enrôler sous un déguisement et une identité d’homme sur un navire de guerre anglais puis rejoint l’infanterie. C’est sous le nom de Mark Read qu’elle entre en piraterie, plus par hasard que par volonté, lorsque le bateau sur lequel elle navigue est pris par l’équipage pirate de Jack Rackham. « Pour Mary Read, la problématique du genre s’impose comme une question de survie ».
La pirate Anne Bonny, compagne et second du capitaine Jack Rackham, entretient un rapport différent et relativement rare dans le monde de la piraterie féminine. Elle « ne se travestit que lorsque cela lui chante ou, par commodité, pour la navigation et les combats ».

## Perspectives contemporaines
Certains militants féministes voient une analogie entre la piraterie et l'activisme d'une association telle que Women on Waves. « Pour contourner la législation en vigueur dans les pays criminalisant l’avortement, il est apparu que le seul espace à occuper en toute légalité était celui des eaux internationales, dans lesquelles un pavillon ne dépend que de la législation de son propre pays : par exemple, l’IVG n’étant pas criminalisée aux Pays-Bas, un pavillon hollandais peut la pratiquer librement dans les eaux internationales ».

#### En français
- Henry Musnick, Les Femmes pirates, Paris, Le Masque, coll. « Aventures et légendes de la mer », 1934.
- Philip Henry Gosse, Histoire de la piraterie, Paris, 1933.
- Marie-Ève Sténuit, Femmes pirates : Les Écumeuses des mers, Paris, Éditions du Trésor, 2015, 185 p. (ISBN 979-10-91534-15-4).
- Marie-Ève Sténuit, La Piraterie : genre féminin, Océans, n°177, mars 1989.
- Marie-Ève Sténuit, La Piraterie, une affaire de femmes, Vues sur la piraterie (sous la direction de G. A. Jaeger), Tallandier, 1922.
- Matthieu Freyheit, The fame monster! : Revers et fortune du Pirate, du XIXe siècle à nos jours, des Mers jusqu'à la Toile.

#### En anglais
- Cordingly, David. Seafaring Women: Adventures of Pirate Queens, Female Stowaways, and Sailors' Wives
- Sally Driscoll, Anne Bonny : revenge, Great Neck Publishing, 2009
- (en) Joan Druett, She Captains : Heroines and Hellions of the Sea, Simon & Schuster, 2000, 304 p. (ISBN 978-0-684-85691-9)
- Philip Henry Gosse, Pirates Who's Who, Londres, 1924
- (en) Sara Lorimer, Booty : Girl Pirates on the High Seas, Chronicle Books, 2002, 112 p. (ISBN 978-0-8118-3237-3)
- Nelson, James L. The Only Life That Mattered (Also published as 'The Sweet Trade' under the pseudonym 'Elizabeth Barrett')
- (en) Sandra Riley, Sisters of the Sea
- (en) Jo. Stanley, Bold in Her Breeches